# جنگل پهن‌برگ و مخلوط معتدله

نقشه پراکنش زیستگاه و ناحیه بوم‌شناختی جنگل‌های پهن‌برگ و آمیخته معتدل

جنگل پهن‌برگ و آمیخته معتدل (انگلیسی: Temperate broadleaf and mixed forest)بر پایه تعریف صندوق جهانی طبیعت، زیستگاه و ناحیه بوم‌شناختی دارای آب و هوای معتدل است که عمده پوشش گیاهی و اکولوژی این مناطق را درختان پهن‌برگ، مخروطیان و سایر درختان مخلوط تشکیل می‌دهند.

## بوم‌ناحیه‌ها
| بوم‌ناحیه‌های جنگل‌های پهن‌برگ و مخلوط معتدله قلمرو استرالزی | بوم‌ناحیه‌های جنگل‌های پهن‌برگ و مخلوط معتدله قلمرو استرالزی |
| -------------------------------------------------------- | -------------------------------------------------------- |
| جنگل‌های معتدله جزایر چتم                                 | نیوزیلند                                                 |
| جنگل‌های معتدله شرق استرالیا                              | استرالیا                                                 |
| Fiordland temperate forests                              | نیوزیلند                                                 |
| جنگل‌های معتدله ساحل نلسون                                | نیوزیلند                                                 |
| North Island temperate forests                           | نیوزیلند                                                 |
| Northland temperate kauri forests                        | نیوزیلند                                                 |
| جنگل‌های معتدله جزیره استوارت                             | نیوزیلند                                                 |
| Richmond temperate forests                               | نیوزیلند                                                 |
| Southeast Australia temperate forests                    | استرالیا                                                 |
| Southland temperate forests                              | نیوزیلند                                                 |
| Tasmanian Central Highland forests                       | استرالیا                                                 |
| Tasmanian temperate forests                              | استرالیا                                                 |
| Tasmanian temperate rain forests                         | استرالیا                                                 |
| Westland temperate forests                               | نیوزیلند                                                 |

| بوم‌ناحیه‌های جنگل پهن‌برگ و مخلوط معتدله قلمرو هندومالایی | بوم‌ناحیه‌های جنگل پهن‌برگ و مخلوط معتدله قلمرو هندومالایی |
| ------------------------------------------------------- | ------------------------------------------------------- |
| جنگل‌های پهن‌برگ هیمالیای شرقی                            | بوتان، هند، نپال                                        |
| جنگل‌های معتدله مثلث شمالی                               | میانمار                                                 |
| Western Himalayan broadleaf forests                     | هند، نپال، پاکستان                                      |

| بوم‌ناحیه‌های جنگل‌های پهن‌برگ و مخلوط معتدله قلمرو دیرین‌شمالگان | بوم‌ناحیه‌های جنگل‌های پهن‌برگ و مخلوط معتدله قلمرو دیرین‌شمالگان                                    |
| ------------------------------------------------------------ | ----------------------------------------------------------------------------------------------- |
| Apennine deciduous montane forests                           | ایتالیا                                                                                         |
| Atlantic mixed forests                                       | بلژیک، دانمارک، فرانسه، آلمان، هلند                                                             |
| Azores temperate mixed forests                               | پرتغال                                                                                          |
| Balkan mixed forests                                         | بوسنی و هرزگوین، بلغارستان، یونان، کوزوو، مقدونیه شمالی، رومانی، صربستان، ترکیه                 |
| جنگل‌های مختلط بالتیک                                         | دانمارک، آلمان، لهستان، سوئد                                                                    |
| Cantabrian mixed forests                                     | پرتغال، اسپانیا                                                                                 |
| جنگل‌های هیرکانی                                              | جمهوری آذربایجان، ایران                                                                         |
| جنگل‌های مخلوط قفقاز                                          | ارمنستان، جمهوری آذربایجان، گرجستان، روسیه، ترکیه                                               |
| Celtic broadleaf forests                                     | جمهوری ایرلند، بریتانیا                                                                         |
| جنگل‌های برگ‌ریز آناتولی مرکزی                                 | ترکیه                                                                                           |
| جنگل‌های مخلوط فلات چین مرکزی                                 | چین                                                                                             |
| جنگل‌های مختلط اروپای مرکزی                                   | اتریش، بلاروس، جمهوری چک، آلمان، لیتوانی، مولداوی، لهستان                                       |
| جنگل‌های برگ‌ریز کره مرکزی                                     | کره شمالی، کره جنوبی                                                                            |
| کوه‌های چانگبای                                               | چین، کره شمالی                                                                                  |
| Changjiang Plain evergreen forests                           | چین                                                                                             |
| جنگل‌های مدیترانه‌ای کریمه                                     | روسیه، اوکراین                                                                                  |
| Daba Mountains evergreen forests                             | چین                                                                                             |
| Dinaric Mountains mixed forests                              | آلبانی، بوسنی و هرزگوین، کرواسی، ایتالیا، مونته‌نگرو، صربستان، اسلوونی                           |
| East European forest steppe                                  | بلغارستان، مولداوی، رومانی، روسیه، اوکراین                                                      |
| جنگل‌های خزان‌دار آناتولی شرقی                                 | ترکیه                                                                                           |
| English Lowlands beech forests                               | بریتانیا                                                                                        |
| جنگل‌های برگ‌ریز کوکسی–کولچیک                                  | بلغارستان، گرجستان، ترکیه                                                                       |
| Hokkaido deciduous forests                                   | ژاپن                                                                                            |
| Huang He Plain mixed forests                                 | چین                                                                                             |
| Madeira evergreen forests                                    | پرتغال                                                                                          |
| Manchurian mixed forests                                     | چین، کره شمالی، روسیه، کره جنوبی                                                                |
| Nihonkai evergreen forests                                   | ژاپن                                                                                            |
| Nihonkai montane deciduous forests                           | ژاپن                                                                                            |
| North Atlantic moist mixed forests                           | ایرلند، بریتانیا                                                                                |
| Northeast China Plain deciduous forests                      | چین                                                                                             |
| Pannonian mixed forests                                      | اتریش، بوسنی و هرزگوین، کرواسی، جمهوری چک، مجارستان، رومانی، صربستان، اسلواکی، اسلوونی، اوکراین |
| جنگل‌های مخلوط حوضه پو                                        | ایتالیا                                                                                         |
| Pyrenees conifer and mixed forests                           | آندورا، فرانسه، اسپانیا                                                                         |
| Qin Ling Mountains deciduous forests                         | چین                                                                                             |
| Rodope montane mixed forests                                 | بلغارستان، یونان، مقدونیه شمالی، صربستان                                                        |
| جنگل‌های مخلوط سرماتیک                                        | بلاروس، دانمارک، استونی، فنلاند، لتونی، لیتوانی، نروژ، روسیه، سوئد                              |
| Sichuan Basin evergreen broadleaf forests                    | چین                                                                                             |
| South Sakhalin–Kurile mixed forests                          | روسیه                                                                                           |
| جنگل‌های همیشه‌سبز کره جنوبی                                   | کره جنوبی                                                                                       |
| جنگل‌های همیشه‌سبز تایهییو                                     | ژاپن                                                                                            |
| Taiheiyo montane deciduous forests                           | ژاپن                                                                                            |
| Tarim Basin deciduous forests and steppe                     | چین                                                                                             |
| Ussuri broadleaf and mixed forests                           | روسیه                                                                                           |
| West Siberian broadleaf and mixed forests                    | روسیه                                                                                           |
| جنگل‌های پربرگ اروپای غربی                                    | اتریش، جمهوری چک، فرانسه، آلمان، سوئیس                                                          |
| استپ جنگلی کوه‌های زاگرس                                      | ایران، عراق، ترکیه                                                                              |

| بوم‌ناحیه‌های جنگل‌های پهن‌برگ و مخلوط معتدله قلمرو نوشمالگان | بوم‌ناحیه‌های جنگل‌های پهن‌برگ و مخلوط معتدله قلمرو نوشمالگان |
| --------------------------------------------------------- | --------------------------------------------------------- |
| Allegheny Highlands forests                               | ایالات متحده آمریکا                                       |
| Appalachian mixed mesophytic forests                      | ایالات متحده آمریکا                                       |
| Appalachian–Blue Ridge forests                            | ایالات متحده آمریکا                                       |
| جنگل‌های سخت‌چوب مرکزی ایالات متحده آمریکا                  | ایالات متحده آمریکا                                       |
| East Central Texas forests                                | ایالات متحده آمریکا                                       |
| Eastern forest–boreal transition                          | کانادا، ایالات متحده آمریکا                               |
| Eastern Great Lakes lowland forests                       | کانادا، ایالات متحده آمریکا                               |
| Gulf of St. Lawrence lowland forests                      | کانادا                                                    |
| Middle Atlantic coastal forests                           | ایالات متحده آمریکا                                       |
| Mississippi lowland forests                               | ایالات متحده آمریکا                                       |
| جنگل‌های نیو انگلند–اکادیان                                | کانادا، ایالات متحده آمریکا                               |
| Northeastern coastal forests                              | ایالات متحده آمریکا                                       |
| Ozark Mountain forests                                    | ایالات متحده آمریکا                                       |
| جنگل‌های کاج و بلوط غربی سیرا مادره                        | مکزیک، ایالات متحده آمریکا                                |
| Sierra Madre Oriental pine–oak forests                    | مکزیک، ایالات متحده آمریکا                                |
| Southeastern mixed forests                                | ایالات متحده آمریکا                                       |
| Southern Great Lakes forests                              | کانادا، ایالات متحده آمریکا                               |
| Upper Midwest forest–savanna transition                   | ایالات متحده آمریکا                                       |
| Western Great Lakes forests                               | کانادا، ایالات متحده آمریکا                               |
| Willamette Valley forests                                 | ایالات متحده آمریکا                                       |

| بوم‌ناحیه‌های جنگل‌های پهن‌برگ و مخلوط معتدله قلمرو نوحاره‌ای | بوم‌ناحیه‌های جنگل‌های پهن‌برگ و مخلوط معتدله قلمرو نوحاره‌ای |
| -------------------------------------------------------- | -------------------------------------------------------- |
| جنگل‌های معتدله جزایر خوان فرناندز                        | شیلی                                                     |
| Magellanic subpolar forests                              | آرژانتین، شیلی                                           |
| San Félix–San Ambrosio Islands temperate forests         | شیلی                                                     |
| Valdivian temperate rain forests                         | آرژانتین، شیلی                                           |